# Nai Bazar
Nai Bazar é uma cidade e uma nagar panchayat no distrito de Sant Ravidas Nagar, no estado indiano de Uttar Pradesh.

## Demografia
Segundo o censo de 2001, Nai Bazar tinha uma população de 11,887 habitantes. Os indivíduos do sexo masculino constituem 54% da população e os do sexo feminino 46%. Nai Bazar tem uma taxa de literacia de 53%, inferior à média nacional de 59.5%: a literacia no sexo masculino é de 63% e no sexo feminino é de 41%. Em Nai Bazar, 19% da população está abaixo dos 6 anos de idade.